# Kundenzufriedenheitsanalyse
Eine Kundenzufriedenheitsanalyse dient der Ermittlung der Zufriedenheit von Kunden mit den Produkten bzw. Dienstleistungen eines Unternehmens. Sie wird von vielen Unternehmen als Instrument eingesetzt, um die Bedürfnisse bzw. Erwartungen ihrer Kunden besser zu verstehen und Probleme frühzeitig zu erkennen.

## Begriffsdefinition
Kundenzufriedenheit bildet sich, wenn der Vergleich des Kunden zwischen seiner Erwartung und dem Erfüllungsgrad bzw. der subjektiv wahrgenommenen Leistung positiv verläuft, das heißt, wenn seine Erwartungen übertroffen wurden. Fällt dieser Vergleich negativ aus, entsteht Kundenunzufriedenheit. Kundenunzufriedenheit kann zu einem Anbieterwechsel des Kunden führen, falls alternative und für den Kunden akzeptable Angebote von anderen Anbietern bestehen.
Für die Kundenzufriedenheit und deren Analyse spielt nicht nur die objektive Qualität (eines Produktes oder einer Dienstleistung) eine Rolle, sondern die vom Kunden subjektiv wahrgenommene Qualität bzw. Leistung.
Grundlage der Kundenzufriedenheitsanalyse sind Kundenbefragungen, in denen sich die Kunden zu einem Erhebungsgegenstand (wie zum Beispiel einem Produkt, einem Unternehmen, einer Serviceleistung) äußern und diesen beurteilen. Im Anschluss an die Kundenbefragung werden die Bewertungen der Kunden einer Zufriedenheitsanalyse (möglicherweise durch Ermittlung von Indizes) unterzogen.
Bei den für die Kundenzufriedenheitsanalyse befragten Kunden kann es sich um Konsumenten (B2C: Business-to-Consumer) oder aber auch um Unternehmen (B2B: Business-to-Business) handeln.

## Gründe
Kundenzufriedenheitsanalysen werden von Unternehmen durchgeführt, weil:
- zufriedene Kunden im Normalfall wiederkommen und mehr kaufen,
- zufriedene Kunden anderen von ihren positiven Erfahrungen erzählen (Mundpropaganda),
- zufriedene Kunden sogar bereit wären, für die Produkte oder Dienstleistungen eines Geschäftes bzw. Lieferanten ihres Vertrauens einen Premiumpreis zu zahlen.

## Ziele
Die Ziele einer Kundenzufriedenheitsanalyse können je nach Branche, Kundentyp oder individueller Unternehmensstrategie abweichen. Generell dient sie u. a.:
- der Erhöhung der Zufriedenheit der Kunden, aber auch die der Mitarbeiter,
- der Steigerung des Unternehmenserfolges durch genauere Kenntnis der Kundenwünsche und Kundenerwartungen,
- der Lieferung von Grundlagen und Elementen für Balanced Scorecard, Customer-Relationship-Management etc. (Kundenzufriedenheitsindex als Kennzahl),
- der Erfüllung der Forderungen des Qualitätsmanagements (etwa aus ISO 9001-2000, ISO/TS 16 949),
- langfristig der Verbesserung der CRM-Prozesse und einer stärkeren Kundenbindung (durch Steigerung der Kundentreue, Kundenloyalität und Wiederkaufrate).

## Bestandteile/Vorgehensweise
Es gibt sechs verschiedene Bestandteile und Fragen, die innerhalb eines Kundenzufriedenheitsprogramms geklärt werden müssen bzw. die bestimmen, wie bei einer Kundenzufriedenheitsanalyse vorgegangen werden sollte:
1. Wer soll befragt werden?
Die Person, die das Produkt kauft, die es konsumiert (B2C) oder die die Kaufentscheidungen trifft (B2B)? Sollen potenzielle oder verlorene, abgewanderte Kunden einbezogen werden?
2. Was soll gemessen werden, um zu bestimmen, wie die Leistung von Unternehmen, Produkten oder Dienstleistungen bewertet werden und wie sie sich verbessern können?
Es werden dabei allgemeine Fragen (zum Beispiel um die Gesamtzufriedenheit der Kunden mit dem Produkt, der Dienstleistung oder dem Unternehmen, die Wahrscheinlichkeit einer Weiterempfehlung bzw. des Wiederkaufs zu ermitteln) sowie spezielle Fragen gestellt (beispielsweise Zufriedenheit mit Mitarbeitern des Unternehmens – professionelles Auftreten, Freundlichkeit, Kompetenz, Serviceorientierung; Zufriedenheit mit dem Produkt – Produktqualität, Produktdesign, Produktpalette; Zufriedenheit mit der Lieferung – Lieferzeiten, Liefertreue; Zufriedenheit mit dem Service – Reaktionszeit, Bearbeitungszeit, Behandlung von Beschwerden, Beratungsqualität, Kundenorientierung, Problemverständnis). Die Inhalte der speziellen Fragen hängen dabei immer von der Branche sowie dem Tätigkeitsbereich des Unternehmens ab.
3. Wie sollte die Befragung durchgeführt werden?
Je nach Branche, Produkt oder Dienstleistung eignen sich mündliche Befragungen, mit Audio- und Video-Mitschnitt,  Telefonbefragungen, schriftliche Befragungen (mit Papierfragebögen) oder Online-Befragungen.
4. Wie sollte die Zufriedenheit gemessen werden?
In den Befragungen werden den Kunden offene und geschlossene, skalierte Fragen gestellt. Bei offenen Fragen können Kunden ausführlich ihre Erlebnisse beschreiben, und Ausdrücke wie „sehr zufrieden“, „hoch erfreut“, „überaus begeistert“ bzw. „extrem unzufrieden“ weisen auf ihre Zufriedenheit bzw. Unzufriedenheit hin. Bei geschlossenen Fragen werden Skalen verwendet (etwa von 1 = „sehr zufrieden“ bis 5 = „sehr unzufrieden“ oder umgekehrt von 1 = „sehr unzufrieden“ bis 5 = „sehr zufrieden“, von 1 = „sehr gut“ bis 10 = „sehr schlecht“ bzw. von 1 = „sehr schlecht“ bis 10 = „sehr gut“).
Außerdem wird die Wichtigkeit ermittelt, durch direkte Abfrage anhand einer Skala oder durch statistische Ableitung mittels Korrelation, denn Unternehmen sollten sich eher auf das Zufriedenheitsniveau der Kriterien konzentrieren, die den Kunden wichtig sind.
Ein weiterer Bestandteil der Messung ist der NPS (Net Promoter Score), mit dem auf einer Skala von 0 bis 10 ermittelt wird, wie wahrscheinlich eine Weiterempfehlung des Unternehmens, Produktes bzw. der Dienstleistung durch den Kunden ist. Die 10 steht auf der Skala für „äußerst wahrscheinlich“, die 0 für „äußerst unwahrscheinlich“. Entscheiden sich die Befragten für 9 oder 10, so zählen sie zu den sog. Promotoren, entscheiden sie sich für eine Zahl zwischen 0 und 6, so zählen sie zu den Kritikern. Diejenigen, die 7 oder 8 wählen, werden als sogenannte „passive Zufriedene“ bei der Berechnung des NPS nicht weiter beachtet. Der NPS berechnet sich, indem der prozentuale Anteil der Detraktoren (Kritiker) vom Anteil der Promotoren subtrahiert wird. (NPS = % Promotoren - % Kritiker).
5. Was bedeuten die erzielten Messergebnisse?
Die erzielten Messergebnisse werden dazu verwendet, einen globalen Kundenzufriedenheitsindex zu ermitteln. Dabei gibt es keine allgemeingültige Definition, sondern der Index wird je nach Branche und Anwendung (B2C oder B2B) unterschiedlich bestimmt. In den Index kann z. B. nur der Wert für die Gesamtzufriedenheit oder aber die beiden Hauptmessgrößen Gesamtzufriedenheit und Weiterempfehlung bzw. mehrere abgefragte Kriterien in bestimmter Gewichtung einfließen.
Auch die Einzelergebnisse für die abgefragten Kriterien liefern Hinweise auf Stärken und Schwächen des Unternehmens, Produktes bzw. der Dienstleistung (z. B. auf einer Skala von 1 bis 10 bedeutet ein Durchschnittswert von über 8, dass das Unternehmen in diesem Bereich marktführend bzw. ein exzellenter Lieferant ist; Durchschnitte von 7 und 8 weisen auf eine gute Bewertung hin, wobei man aber aufpassen sollte, dass man nicht nach unten abfällt; Durchschnitte unter 7 deuten auf Defizite hin). Diese Bewertungen sollten jedoch auch immer in Zusammenhang mit der Bedeutung bzw. Wichtigkeit gebracht werden.
6. Wie können Kundenzufriedenheitsbefragungen zum größtmöglichen Nutzen eingesetzt werden?
Der Kundenzufriedenheitsindex stellt nur einen Wert zu einem bestimmten Zeitpunkt dar. Wichtig ist es die Entwicklung des Index über die Zeit zu verfolgen (durch Tracking-Studien bzw. Trend-Analysen). Auch Wettbewerbsvergleiche (Benchmarking) sind sinnvoll, indem der Zufriedenheitsindex auch für Produkte und Dienstleistungen der Wettbewerber ermittelt wird und Stärken und Schwächen zum Wettbewerb herausgestellt werden.
Führt man permanent erhobene Befragungsdaten in größeren Organisationen zu, ist die Kundenzufriedenheit eine feste Größe im Instrumentarium des Managements zur Entwicklungsanalyse, Früherkennung sowie im Leistungsvergleich der einzelnen Betriebsstätten.
Generell ist es wichtig nach Ablauf der Analyse Aktionspläne und Maßnahmenkataloge mit den Mitarbeitern (z. B. in Arbeitsgruppen und Workshops) zu erstellen, die die in der Analyse ermittelten Schwächen beseitigen und auf den Stärken aufbauen. Kurzfristig können Aktionen durchgeführt werden, wie z. B. Newsletter versenden, das Rechnungssystem verbessern oder eine Hotline für technische Informationen einrichten. Langfristig kann auch ein genereller kultureller Wandel im Unternehmen vonnöten sein, welcher schwieriger umzusetzen ist. Wichtig ist es sämtliche Mitarbeiter sowie das Management in die Aktionspläne und die Umsetzung zu involvieren.

## Anwendungsbereiche
Eine Kundenzufriedenheitsanalyse kann auf nationaler und auf internationaler Ebene, B2B ebenso wie B2C erfolgen. Eine weitere Variante ist die Analyse der „internen Kundenzufriedenheit“ (Bestimmung der Zufriedenheit interner Kunden, d. h. Abteilungen eines Unternehmens werden von Kunden aus anderen Abteilungen innerhalb des Unternehmens beurteilt). Viele Marktforschungsinstitute und -dienstleister haben sich auf Kundenzufriedenheitsanalysen in den verschiedensten Bereichen spezialisiert.